# Homalanthus
Omalanthus o Homalanthus es un género de plantas perteneciente a la familia Euphorbiaceae y el único género de la subtribu Carumbiinae. Comprende unas 35 especies. El género es nativo de las regiones tropicales de Asia y Australia. Es originario de Asia tropical y del Pacífico.

## Taxonomía
El género fue descrito por Adrien-Henri de Jussieu y publicado en De Euphorbiacearum Generibus Medicisque earumdem viribus tentamen, tabulis aeneis 18 illustratum 50. 1824. La especie tipo es: Homalanthus leschenaultianus A. Juss. 	

## Especies seleccionadas
- Homalanthus acuminatus
- Homalanthus fastuosus
- Homalanthus novoguineensis
- Homalanthus nutans
- Homalanthus populifolius
- Homalanthus polyandrus
- Homalanthus stokesii
- Homalanthus sulawesianus